# Otarocyon
Otarocyon is een geslacht van fossiele hondachtigen uit de Borophaginae. Het geslacht omvat twee soorten: Otarocyon macdonaldi en Otarocyon cooki. Het is bekend van het Orellan van South Dakota en Montana en het Arikareean van South Dakota en Wyoming. De geslachtsnaam is afgeleid van de Griekse woorden otaros "met grote oren" en cyon "hond".
Volgens het onderzoek van X. Wang, Richard H. Tedford en Beryl E. Taylor uit 1999 is Otarocyon een probleem voor fylogenetische analyses, omdat het geslacht zeer veel "nieuwe" kenmerken heeft, maar tegelijkertijd zeer abrupt verscheen in het Orellan. Ze suggereren zelfs dat Otarocyon zijn "borophagine" eigenschappen zelfstandig heeft bereikt, zodat het geslacht misschien niet bij de Borophaginae hoort.
Het geslacht deelt een groot aantal kenmerken met de levende fennek (Fennecus zerda), een lijst groot genoeg om te suggereren dat ze aan elkaar verwant zijn. Het hiaat van 25 miljoen jaar in de fossielen en het feit dat allerlei analyses hebben aangetoond dat de fennek tot de groep van de vossen (Vulpini) behoort, die zich korter dan 25 miljoen jaar geleden heeft ontwikkeld, suggereren beiden echter dat dit een voorbeeld van convergente evolutie is.

## Noot
1. 1 2 3 4 5  X. Wang - R.H. Tedford - B.E. Taylor, Phylogenetic systematics of the Borophaginae (Carnivora, Canidae), in Bulletin of the American Museum of Natural History 243 (1999), pp. 40-42.

## Referentie
- X. Wang - R.H. Tedford - B.E. Taylor, Phylogenetic systematics of the Borophaginae (Carnivora, Canidae), in Bulletin of the American Museum of Natural History 243 (1999), pp. 1-391.

Archaeocyon · Oxetocyon · Otarocyon · Rhizocyon

Tribus Phlaocyonini: Cynarctoides · Phlaocyon

Tribus Borophagini: Cormocyon · Desmocyon · Metatomarctus · Euoplocyon · Psalidocyon · Microtomarctus · Protomarctus · Tephrocyon

Subtribus Cynarctina: Paracynarctus · Cynarctus

Subtribus Aelurodontina: Aelurodon · Tomarctus

Subtribus Borophagina: Paratomarctus · Carpocyon · Protepicyon · Epicyon · Borophagus
Otarocyon macdonaldi · Otarocyon cooki